# Donat
Donat (tot 2002 officieel in het Duits Donath; Italiaans (verouderd): Donato) is een voormalige gemeente in het Zwitserse kanton Graubünden die deel uitmaakte deel uit van het district Hinterrhein.

## Geschiedenis
De gemeente werd in 2003 gevormd door de fusie van de toenmalige gemeenten Donath en Patzen-Fardün. De gemeente fuseerde op 1 januari met Casti-Wergenstein, Lohn und Mathon tot de gemeente Muntogna da Schons. 